# Synagogue Beit T'shuva de Birobidjan
La synagogue Beit T'shuva (russe : Синагога Бейт-Тшува ; yiddish : בית תשובה שול ; hébreu : בית הכנסת בית תשובה) se trouve à Birobidjan dans l'oblast autonome juif, en Russie. Elle est considérée comme la « vieille synagogue de Birobidjan » car elle est la plus ancienne de la ville, ouverte en 1986. Elle se trouve cependant dans une simple maison en bois de style sibérien, rue Maïakovski. 
La communauté est dirigée par le rabbin Boris « Dov » Kaufman. Le culte comporte des éléments de traditions juive et chrétienne jusqu'en 2005, date à laquelle il devient strictement juif,,. La communauté Beit T'shuva fait partie du Congrès des organisations et des communautés juives religieuses de Russie.
En 2010, The Christian Science Monitor rapporte que la synagogue Beit T'shuva est un lieu de rencontre entre Juifs et non-juifs.
En 2017, la synagogue, dans un état critique, est rénovée grâce à un financeur local.